# Karl Frenzel
Karl August Wilhelm Frenzel (1911. augusztus 20. – 1996. szeptember 2.) SS-tiszt a sobibóri megsemmisítőtáborban. A második világháború után háborús bűnei miatt  életfogytiglani börtönbüntetésre ítélték, de 16 és fél év letelte után szabadon engedték.

## Élete

### Fiatalkora
Frenzel, Zehdenickben született 1911. augusztus 20-án. Apja a vasúton dolgozott, és az SPD helyi tisztségviselője volt.
Általános iskolában 1918-tól 1926-ig tanult Orianienburgban. Ezután ácsként dolgozott.
1930-ban, miután letette az ácsvizsgát, munkanélküli lett.
Később, egy rövid ideig hentesként dolgozott.
1930 augusztusában csatlakozott a náci párthoz és az SA-hoz. Testvére egy évvel korábban csatlakozott a párthoz, apja pedig 1934-ben.
1929-ben, tizennyolc éves korában ismerte meg első barátnőjét, aki zsidó származású volt. Kapcsolatuk két év múlva megszakadt, amikor a lány apja meghallotta, hogy Frenzel tagja a pártnak. A barátnője és családja 1934-ben az Amerikai Egyesült Államokba emigrált. Ugyancsak 1934-ben Frenzel keresztény lányt vett feleségül, akitől öt gyereke született.

### Aktion T4
A második világháború kezdetekor Frenzel csatlakozott a Birodalmi segélyhez. De ezt a munkát hamar otthagyta, mert sok gyereke volt, akiket támogatni kellett.
Testvérei bevonultak a seregbe, és emiatt úgy érezte, hogy neki is ezt a példát kéne követnie.
Az Aktion T4-hez osztották be – a náci Németország fő programjához, aminek az volt a célja, hogy minden olyan embert kiirtson, aki nem felel meg a faji követelményeknek.

### Sobibór
Frenzel katonai pályafutásának végéig a sobibóri megsemmisítő táborban szolgált. 
Itt az I-es láger parancsnoka volt, ahol a zsidó származású foglyok éltek, és dolgoztak.
A Bahnhofkommando-t is, ami az érkező foglyokat felügyelte.
Gustav Wagner helyetteseként a tábor parancsnoka volt, amikor Wagnernek máshol akadt dolga. 
Kiválasztotta, hogy a foglyok közül kik mennek a gázkamrákba, és kik dolgozni.
Frenzel népirtást hajtott végre az Aktion Reinhardt részeként férfiak, nők és gyermekek százezreinek kiirtásával.
Azt állította, hogy amikor megkapta a parancsot, azt mondták neki, hogy Sobibór csupán egy munkatábor, amelyet őriznie kell. Amikor megtudta, hogy egy haláltábor, tilos volt beszélnie róla, hiszen a haláltáborok létezését a lehető legnagyobb titokban kellett tartani. 
A tilalom megsértése koncentrációs táborba szállítást vagy halálbüntetést vont maga után.
Frenzel korlátozások nélkül használhatta ostorát a foglyokon. 1943 tavaszán, miután két chelmi zsidó elmenekült a táborból, Frenzel kihirdette, hogy a névjegyzékben szereplő minden tizedik foglyot kivégeznek. Személyesen olvasta végig a névjegyzéket, és kihúzta az áldozatokat. 
Megtorlásként végül húsz rabot lőttek le.

### Letartóztatása és tárgyalása
A háború végén az Egyesült Államok csapatai letartóztatták egy hadifogolytáborban München közelében, de hamarosan szabadon engedték. Frenzel Frankfurtban talált állást színpadi világítástechnikusként. 1962. március 22-én, miközben szünetben volt, azonosították, letartóztatták, és 1965. szeptember 6-án bíróság elé állították más volt SS-tiszttel együtt a Sobibor-perben. A Frenzel ellen felhozott hivatalos vád 42 zsidó személyes meggyilkolása és mintegy 250 ezer zsidó meggyilkolásában való részvétel volt.
1966. december 20-án Frenzelt életfogytiglani börtönbüntetésre ítélték hat zsidó személyes meggyilkolásáért és további 150 ezer zsidó tömeggyilkosságában való részvételéért. 1982-ben technikai okokból szabadlábra helyezték, újra bíróság elé állították, és 1985. október 4-én ismét életfogytiglani börtönre ítélték. Kora és rossz egészségi állapota miatt a büntetést nem szabták ki, és szabadon engedték.

### Halála
Utolsó éveit a Hannover melletti garbseni idősek otthonában töltötte, ahol 1996. szeptember 2-án hunyt el.

## Fordítás
Ez a szócikk részben vagy egészben  a   Karl Frenzel című angol Wikipédia-szócikk fordításán alapul.  Az eredeti cikk szerkesztőit annak laptörténete sorolja fel. Ez a jelzés csupán a megfogalmazás eredetét és a szerzői jogokat jelzi, nem szolgál a cikkben szereplő információk forrásmegjelöléseként.